# 朱載封 (衡王)
衡安王朱載封（？—1586年），是莊王朱厚燆庶第三子，明朝第二次封第四代衡王。朱載封於嘉靖二十四年（1545年）受封武定王，萬曆九年（1581年）晉封衡王。他在位五年，在萬曆十四年（1586年）過世，諡號安，兩年後由其子朱翊鑊嗣位。